# Blangy (Pas-de-Calais)
Blangy  is een dorp in de Franse gemeente Saint-Laurent-Blangy in het departement Pas-de-Calais. Blangy  ligt aan de Skarpe en vormt het zuidelijk deel van de gemeente. Ten noorden van de rivier ligt Saint-Laurent. Blangy ligt net ten oosten van het stadscentrum van Arras en een groot stuk van het grondgebied is ingenomen door industrie.

## Geschiedenis
Oude vermeldingen van de plaats gaan terug tot de 11de eeuw als Blangeium en Blanginium.
Op het eind van het ancien régime werd Blangy een gemeente. In 1819 werd de gemeente Blangy (89 inwoners in 1806) aangehecht bij buurgemeente Saint-Laurent (727 inwoners in 1806) in de gemeente Saint-Laurent-Blangy.

## Verkeer en vervoer
Door Blangy loopt de spoorlijn Paris-Nord - Lille en de aftakking van de spoorlijn van Arras naar Duinkerke. In Blangy zelf bevindt zich echter geen station.